# Ellen Fries
Ellen Fries, född 23 september 1855 i Rödslegård i Törnsfall, Kalmar län, död 31 mars 1900 i Stockholm, var en svensk historiker, författare, lärare och feminist. När hon blev filosofie doktor 1883, var hon den första kvinnan som disputerade vid ett nordiskt universitet.

## Biografi
Föräldrar var överste Patrik Constantin Fries och Beata Maria Borgström. 

### Utbildning och arbete
Hon växte upp i Stockholm på Östermalm och bodde med sina föräldrar hela livet, förutom under studietiden i Uppsala. Hon var ofta sjuk och undervisades därför hemma av modern. Elva år gammal reste hon med modern till Schweiz, där hon stannade i 14 månader för att kurera sin sjukdom. Hon började som 14-åring vid högre klasserna på Åhlinska flickskolan i Stockholm. Den 19 maj 1874 tog hon och tre andra kvinnor studentexamen vid Wallinska flickskolan, två år efter Betty Pettersson som var Sveriges första kvinnliga student. Fries reste efter examen först till Leipzig och därefter till Paris för att studera språk och besöka museer, teatrar och utställningar. Hon vistades i Stockholm under vintrarna, tog lektioner i latin och undervisade i språk på Wallinska skolan 1875–1877. 
Sedan 1870 var det tillåtet för kvinnor att studera på universitet och därför kunde hon den 12 oktober 1877 skrivas in vid Uppsala universitet. Hennes fars historieintresse och att hon var inneboende hos domprosten, professor Thorén i Uppsala fick henne att specialisera sig på och ta examen i historia, nordiska språk och statskunskap. Under studietiden fick hon Kraemerska stipendiet. Hon blev filosofie kandidat den 24 maj 1879, filosofie licentiat den 24 februari 1883 och den 31 maj 1883 Sveriges första kvinnliga filosofie doktor. Hennes avhandling i historia hade titeln "Bidrag till kännedomen om Sveriges och Nederländernas diplomatiska förbindelser under Karl X Gustafs regering". 
Kvinnor fick inte tjänster vid universitetet, varför hon arbetade som historielärare på Wallinska skolan i Stockholm 1884–1886. Ett statligt stipendium 1884 gav henne möjlighet att resa till Frankrike och studera flickskolor där. Från 1885 undervisade hon i historia även vid Åhlinska flickskolan och 1890 organiserade hon skolans nystartade gymnasium och blev studierektor, men höll fortfarande lektioner i historia och språk.

### Kvinnorörelsen
Fries var en av de sex undertecknarna av inbjudan till konstituerande möte med Fredrika-Bremer-förbundet och hon tog initiativ till grundandet av Svenska kvinnors nationalförbund 1896. Hennes besök på världsutställningen i Chicago 1893, där International Council of Women konstituerades, gav inspiration. Hon var en av de fem kvinnor som inbjöd till bildandet av Nya Idun och var föreningens första ordförande. Till Fries intresse för kvinnorörelsen bidrog bland andra Sophie Adlersparre, som hon träffade under studietiden i Uppsala. Det gjorde att hon 1881 började skriva biografiska och kulturhistoriska artiklar med feministisk inriktning i Tidskrift för hemmet och hon blev medredaktör under tidskriften två sista år. Adlersparre ville rekrytera Fries till den nya tidskriften Dagny, men hon föredrog att ägna sig åt arkivforskning. Fries fann emellertid ändå tid att publicera artiklar i Dagny under 1886–1895 liksom i andra tidskrifter som Framåt 1886, Verdandi 1888, Hemåt 1892, Nya Idun 1891–1892, Stockholms Dagblad 1884–1885 och Aftonbladet 1885. 

### Historisk forskning
Åren 1886 och 1899–1900 höll hon historiska föreläsningar om 1600- och 1700-talen vid Pedagogiska lärokursen i Stockholm. Hon medverkade även med artiklar i Nordisk Familjebok. I den forskning Fries bedrev i offentliga och privata arkiv vid sidan av sin lärartjänst fann hon mycket nytt källmaterial, som bland annat resulterade i en uppsats om Erik Oxenstiernas tid som guvernör i Estland och en skildring av Karl X Gustavs politik.

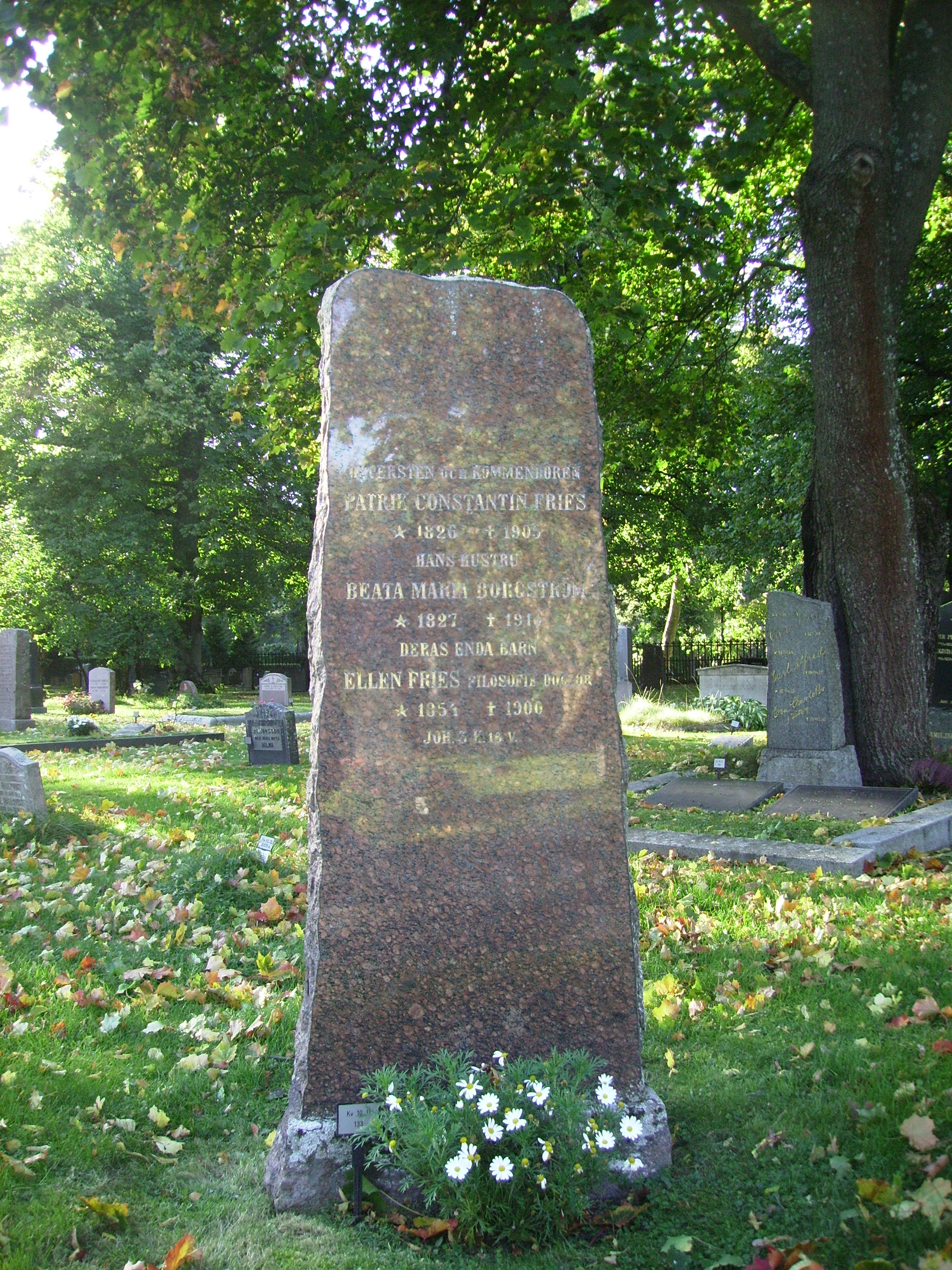
Ellen Fries gravvård på Norra begravningsplatsen i Solna.

Ellen Fries dog den 31 mars 1900 på Sophiahemmet i blindtarmsinflammation. Hon begravdes på Norra begravningsplatsen utanför Stockholm.

### Redaktörskap
- Reports from the Swedish ladies' committee to the World's Columbian Exposition at Chicago 1893. Stockholm. 1893. Libris 876421
- Förteckning öfver filosofie doktor Ellen Fries' boksamling. Stockholm. 1900. Libris 2654196
- Horn, Agneta (1908). Agneta Horns lefverne : efter Ellen Fries' efterlämnade manuskript / utgifvet med tillägg af Sigrid Leijonhufvud. Stockholm: Norstedt. Libris 470787